# MVTM
 (août 2025).
MVTM est la signature d'un duo de graphistes de la Direction de la philatélie de La Poste de Belgique. Il comprend Myriam Voz et Thierry Martin à l'origine du duo au début des années 1990 (d'où les initiales MVTM), rejoint par Jean Libert en 2005, qui est issu du service publicité de La Poste. Le duo a obtenu, entre autres, le prix "Yehudi Menuhin" décerné par le Philatelic Music Circle pour le plus beau timbre du monde dans le domaine musical, en 2001 et en 2007. Il a également obtenu plusieurs fois le Grand Prix de l'Art Philatélique belge.

## Les artistes
Thierry Martin et Jean Libert entrent au service de La Poste dans les années 1970 et Myriam Voz en 1984. Alors qu'elle dessine des timbres à date depuis deux ans à la Direction de la philatélie, Myriam Voz est rejointe par Thierry Martin en 1991. La reconnaissance vient en 1993 lorsqu'ils participent au concours du premier timbre d'usage courant à l'effigie d'Albert II. Ce dernier retient ce projet, puis toutes les autres séries le représentant depuis. Dans le même temps, le duo met en page et crée des timbres pour le programme philatélique.
Libert les rejoint au design office en 2005. Sa première émission a lieu le 26 septembre 2005 avec la composition du bloc « Astérix chez les Belges - Asterix en de Belgen ».

## Source
- « Dis l'artiste, dessine-moi le timbre de tes rêves », entretien paru dans l'Écho de la timbrologie n°1798, juillet-août 2006, pages 12-13.